# 坂本繁二郎
坂本繁二郎（1882年3月2日—1969年7月14日）是日本洋畫家。出生於福岡縣久留米市。文化勳章獲得者。主要作品『うすれ日』（1912），『放牧三馬』（1932），『水より上る馬』（1953），『能面』（1955）。

## 外部連結
- https://www.tobunken.go.jp/materials/bukko/9209.html （页面存档备份，存于） - 東京文化財研究所